# Reconstitución
Reconstitución (título original en griego: Αναπαράσταση, Anaparastasi) es una película griega dirigida por Theo Angelopoulos en el año 1970.

## Argumento
La película está basada en un hecho real, el asesinato de un trabajador griego que vive en Alemania, al regresar a Grecia, por parte de su esposa Eleni y el amante de ella Christos. Son descubiertos debido a las sospechas de un pariente del asesinado. Ellos confiesan y se ordena la reconstrucción de los hechos. 
Utiliza un evento real, como punto de partida para una visión mucho más profunda, la muerte de un pueblo, de todo un mundo.

## Premios
Premios recibidos por la película:  
En 1970, Mejor Director, Mejor película, Mejor actriz y Premio de la Crítica en el "Thessaloniki Film Festival".
En 1971, Premio Georges Sadoul al mejor film del año exhibido en Francia. Mejor Film extranjero en el "Hyeres Film Festival".